# Jean-Baptiste Le Brun des Marettes
Jean-Baptiste Le Brun des Marettes, ou Desmarettes, aussi connu sous le nom de Sieur de Moléon (né à Rouen en 1651, mort à Orléans le 19 mars 1731) était un éditeur proche de l'abbaye janseniste de Port-Royal, principalement connu pour être l’auteur des Voyages Liturgiques.

## Biographie
Son père, Bonaventure Le Brun, libraire et imprimeur de la ville de Rouen, fut condamné aux galères pour avoir publié des ouvrages favorables à l'Abbaye de Port-Royal. Jean-Baptiste, sa mère, Noëlle Vexul, et son frère Jean-Baptiste, furent donc recueillis par la communauté dans laquelle ils vécurent alors.

### Mort
Sa mort est ainsi rapportée dans les Nouvelles ecclésiastiques (orthographe originale) :

« D’Orléans, le 4 avril. (…) II. Le 19 mars, M. Deſmarettes Acolite, élève de Port-Royal, autrefois confident de feu M. Colbert Arch. de Rouen & du Card. de Coiſſin Év. d’Orléans, mourut ici fort regretté des Savans & des gens de bien. Il avoit eu l‘avantage de ſouffrir 5 ans de Baſtille, & il eſt connu pour l’auteur des Breviaires d’Orléans & de Nevers. Comme la menace du refus des Sacremens à la mort lui faisoit redouter la tentation, à laquelle M. Barbot a ſuccombé ; il ſe traîna à l’égliſe le Dim. des Rameaux, & y reçut la Ste Communion la veille de ſa mort. »

— Nouvelles ecclésiastiques, 17 avril 1731, p. 79, lire en ligne (gallica).

## Œuvres
- Jean-Baptiste Le Brun des Marettes, Vie de saint Paulin, Paris, 1686
- Jean-Baptiste Le Brun des Marettes, Voyages liturgiques de France : ou Recherches faites en diverses villes du royaume : contenant plusieurs particularitez touchant les rits & les usages des Églises, avec des découvertes sur l'antiquité ecclésiastique & payenne, Paris, Florentin Delaulne, 1718 (lire en ligne)
- Jean-Baptiste Le Brun des Marettes, Lettres inédites de Lebrun Desmarettes à Baluze, Paris, Joseph Nouaillac, 1905

Il édita aussi les Bréviaires d’Orléans et de Nevers, écrivit en commun avec Le Tourneux une Concorde des livres des Rois et des Paralypomènes (1691), ainsi qu’à titre posthume une traduction des œuvres de Lactance (1748, éditées par l’abbé Lenglet) et des œuvres de S. Prosper (1711).